# Kisupė
Kisupė je řeka v západní Litvě, v okrese Klaipėda (Klaipėdský kraj). Je to levý přítok řeky Minija. Pramení 1 km na severovýchod od obce Stučiai (3 km na jihovýchod od Dovilů. Teče směrem jihozápadním, míjí z jihu vsi Stučiai, Kisinai, protéká lesem "Šernų (lit. šernas znamená kanec) miškas" (Plocha 706 ha), který přísluší Klaipėdské "zelené zóně", zahrádkářskou kolonií Šernai, ze severu severní meandrovou kličkou míjí ves Rokai a do řeky Minija se vlévá jako její levý přítok 38,2 km od jejího ústí do Atmaty.

## Přítoky
Levý:
- Rokupis (vlévá se necelých 200 m od ústí)